# Dimitrios Itoudis
Dimitrios Itoudis (Grieks: Δημήτριος Ιτούδης) (Trikala, Imathia, 8 september 1970), is een Grieks basketbalcoach.

## Carrière
Itoudis begon in 1990 als coach bij het jeugdteam van KK Zagreb. In 1992 werd hij assistent-coach bij het eerste team. In 1995 werd hij assistent-coach bij PAOK Saloniki BC. In 1996 werd hij hoofdcoach van PAOK. Na één seizoen werd hij assistent-coach bij Panionios BC.
Hierna werd hij hoofdcoach van Philippos Thessaloniki BC en later M.E.N.T. BC. In 1999 werd hij assistent-coach onder Željko Obradović bij Panathinaikos BC. Met Panathinaikos Athene won hij vijf keer de EuroLeague (2000, 2002, 2007, 2009, 2011), elf keer het Griekse Liga-kampioenschap (2000, 2001, 2003-2011) en zeven keer de Griekse beker (2003, 2005-2009, 2012). In 2013 werd hij hoofdcoach van Bandırma Banvitspor in Turkije. Na één seizoen vertrok hij naar PBK CSKA Moskou in Rusland. Met CSKA won hij twee keer de EuroLeague (2016, 2019), zes keer het Russisch kampioenschap (2015-2019, 2021) en zes keer de VTB United League (2015-2019, 2021). In 2022 verhuisde hij naar Fenerbahçe in Turkije. In 2024 werd hij hoofdcoach van Hapoel Tel Aviv BC in Israël.

## Erelijst

### Assistent-coach
- Grieks landskampioen: 11
  - Winnaar: 2000, 2001, 2003, 2004, 2005, 2006, 2007, 2008, 2009, 2010, 2011
- Grieks bekerwinnaar: 7
  - Winnaar: 2003, 2005, 2006, 2007, 2008, 2009, 2012
- EuroLeague: 5
  - Winnaar: 2000, 2002, 2007, 2009, 2011

### Hoofdcoach
- Landskampioen Rusland: 6
  - Winnaar: 2015, 2016, 2017, 2018, 2019, 2021
- VTB United League: 6
  - Winnaar: 2015, 2016, 2017, 2018, 2019, 2021
- EuroLeague: 2
  - Winnaar: 2016, 2019